# En fremmed uden navn
En fremmed uden navn (originaltitel High Plains Drifter) er en amerikansk overnaturlig westernfilm fra 1973. Filmen er produceret af Robert Daley for Malpaso Company og Universal Studios, instrueret af Clint Eastwood og skrevet af Ernest Tidyman (der også skrev en bog på baggrund af filmen). Eastwood spiller desuden hovedrollen som det gådefylde spøgelse, der søger retfærdighed i den korrupte mineby i Det Vilde Vesten, hvor han ankommer som en fremmed. Filmen påvirket af Eastwoods to store samarbejdspartnere Sergio Leone og Don Siegel.
En fremmed uden navn blev filmet on location på bredden af Mono Lake i Californien. Dee Barton skrev den uhyggelige filmmusik. Filmen modtog positive anmeldelser ved udgivelsen og er stadig populær. Den har 96% positive tilkendegivelser på filmhjemmesiden Rotten Tomatoes.

## Medvirkende
- Clint Eastwood som Den fremmede
- Verna Bloom som Sarah Belding
- Mariana Hill som Callie Travers
- Billy Curtis som Mordecai
- Mitchell Ryan som Dave Drake
- Jack Ging som Morgan Allen
- Stefan Gierasch som Mayor Jason Hobart
- Ted Hartley som Lewis Belding
- Geoffrey Lewis som Stacey Bridges, lovløs
- Dan Vadis som Dan Carlin, lovløs
- Anthony James som Cole Carlin, lovløs
- Walter Barnes som Sherif Sam Shaw
- Paul Brinegar som Lutie Naylor
- Richard Bull as Asa Goodwin
- Robert Donner som Preacher
- John Hillerman som Bootmaker
- John Quade som Freight Wagon Operator
- William O'Connell som the Barber
- Scott Walker som Bill Borders, lovløs